# キム・ソヨン (1980年生の女優)
キム・ソヨン（김소연、1980年11月2日 - ）は、韓国の女優。J,WIDEカンパニー所属。

## 略歴
ソウル特別市に生まれ、両親と姉2人の5人家族。東国大学校を7年かけて卒業。1994年にSBSのドラマ『恐竜先生』で女優デビュー。2009年、『アイリス』の出演によりKBS演技大賞人気賞を受賞した。2016年に放送された連続テレビドラマ『ハッピー・レストラン～家和萬事成～』におけるポン・ヘリョン役の演技が評価され、第5回APAN Star AwardsのTV長編ドラマ女性最優勝賞を受賞し、第9回コリアドラマフェスティバルでTV演技大賞とTV今年のスター賞を受賞した。この『ハッピーレストラン』で共演した俳優のイ・サンウと2017年6月9日にソウル市内で結婚式を挙げた。2020年から放送の連続テレビドラマ『ペントハウス』におけるチョン・ソジン役の演技が評価され、2021年に第57回百想芸術大賞でTV部門の女性最優秀演技賞を受賞した。
演技以外では、2011年に第6回アジアモデル賞授賞式アジア特別賞と第9回韓国ジュエリーフェアベストジュエリーレディーを受賞し、2013年にヘラルド東亜ライフスタイルアウォードベストスタイル賞を受賞している。

## 人物
本貫は旧安東金氏。身長167cm、体重46kg。スリーサイズB32-W23-H32（インチ）。

## 出演作品

### テレビドラマ
- 恐竜先生（1994年、SBS)
- 七つのスプーン（1996年、MBC） - ヘジュ役
- 勝負師（1998年、SBS） - キム・ソジュ役
- 恋歌（1999年、KBS） - ソ・カヒ役
- クァンキ（1999年-2000年、KBS） - エリン役
- イヴのすべて（2000年、MBC） - ホ・ヨンミ役
- 母よ姉よ（2001年、MBC） - ノ・スンリ（チャン・ユギョン）役
- その陽射が私に…（2002年、MBC） - キム・ヨヌ役
- 三銃士（2002年-2003年、MBC） - チェ・ソヨン役
- 2004人間市場（2004年、SBS）
- 秋の夕立（2005年、MBC） - イ・ギュウン役
- 食客（2008年、SBS） - ユン・ジュヒ役
- アイリス（2009年、KBS） - キム・ソンファ役
- 検事プリンセス（2010年、SBS） - マ・ヘリ役
- ドクター・チャンプ（2010年、SBS） - キム・ヨヌ役
- 大風水（2012年、SBS） - ユン・ヘイン役
- TWO WEEKS（2013年、MBC） - パク・ジェギョン役
- 抱きしめたい〜ロマンスが必要〜（2014年、tvN） - シン・ジュヨン役
- 純情に惚れる（2015年、JTBC） - キム・スンジョン役
- ステキな片想い（2015年、WEB）
- もう一度ハッピーエンディング（2016年、MBC） - キム・ソンユル役
- ハッピー・レストラン～家和萬事成～（2016年、MBC） - ポン・ヘリョン役
- 2度目のファースト・ラブ（2017年、MBC） - キム・ソヨン役
- 奥様はサイボーグ（2017年、MBC） - ナ・フンシン役
- 秘密の女たち（2018年、SBS） - リサ・キム／キム・ウニョン役
- 世界で一番可愛い私の娘（2019年、KBS） - カン・ミリ役
- ペントハウス（2020年-2021年、SBS） - チョン・ソジン役
- ペントハウス2（2021年、SBS） - チョン・ソジン役
- ペントハウス3（2021年、SBS） - チョン・ソジン役
- 九尾狐伝1938 (2023年、tvN) - リュ・ホンジュ役
- 貞淑なお仕事（2024年、JTBC）- ハン・ジョンスク役

### 映画
- チェンジ (1996年)
- セブンソード (2005年)
- アイリス -THE LAST- (2010年)
- GABI ガビ －国境の愛－ (2012年)
- 今日の恋愛 (2014年)